# رام کردن زن سرکش

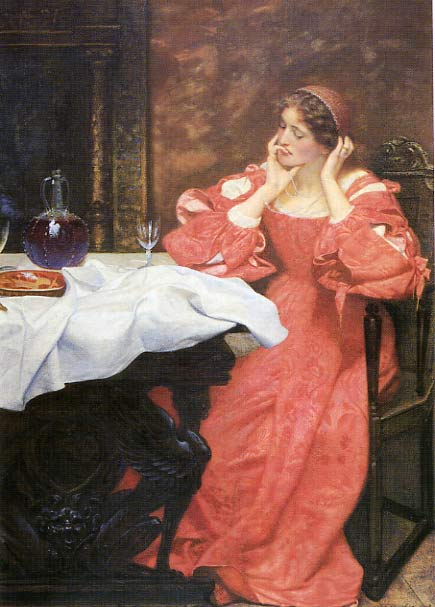
کاترینا؛ اثر ادوارد رابرت هیوز (۱۸۹۸)

رام کردن زن سرکش (به انگلیسی: The Taming of the Shrew) نمایشنامه‌ای کمدی اثر ویلیام شکسپیر است که در حدود سال‌های ۱۵۹۷–۱۵۹۴ نوشته شده‌است. بسیاری از منتقدان رام کردن زن سرکش را جنسیت‌زده، زن‌ستیز، وحشیانه و زننده می‌خوانند. کارگردانان امروزی برای آنکه نمایش را به سلیقه مخاطبان امروزی نزدیک کنند و از وجه مردسالارانه آن بکاهند، بسیار تلاش می‌کنند. جورج برنارد شاو در مورد رام کردن زن سرکش می‌گوید: ((هیچ مردی نیست که شعور احساسی داشته باشد و در حضور زنی به تماشا این نمایش بنشیند و از آن تصویر خداگونه ای که در شرط بندی پایان نمایش از مرد کشیده می‌شود و نطقی که در دهان خود زن (کاترینا) گذاشته می‌شود، عرق شرم نریزد)). 
در اواخر قرن نوزدهم با جنبش آزادی بخش زنان کارگردانان نیز از راه‌های مختلف مثل تغییر پایان اثر یا اتکا به بازی بازیگران سعی کردند تم برتری مرد را تا حدودی از بین ببرند ولی نطق پایانی کاترینا چنان طولانی و زننده است که تلاش‌ها بی ثمر می‌ماند.
(shrew) در لغت‌نامه آکسفورد به معنا زن بدزبان و غوغایی آمده‌است ولی در گذشته معانی دیگری نیز داشته‌است. اصل واژه به هرگونه حیوانی از حشره خواران اشاره دارد و تا سال 725 میلادی در زبان انگلیسی باستان با این معنی ضبط شده‌است. از نیمه قرن 13 به معنای مرد اهریمنی، بدذات یا بداندیش و در اواخر قرن 14 به معنای ابلیس به کار می‌رفته‌است. نخستین کاربرد این واژه برای (زن بدزبان و غوغایی)در موخره قصه بازرگان جفری چاوسر یافت می‌شود که تا به امروز نیز به این معنا برجای مانده‌است. در زبان فارسی نزدیکترین واژه به (shrew)واژه سلیطه است که در لغت نامه دهخدا به (زن دراز زبان، چیره بر شوی، غوغایی و فتنه انگیز) معنی شده‌است.

## مأخذ نمایشنامه
شکسپیر در رام کردن زن سرکش از (Induction) یا همان صحنه مقدماتی استفاده می‌کند. صحنه مقدماتی مانند مقدمه‌ای عمل می‌کند که از داستان خود نمایشنامه جدا است و هیچ ربطی به وقایع اصلی ندارد. در رام کردن زن سرکش این صحنه اولیه به کریستوفر و حیله‌ای که برای او راه اندازی شده‌است، می‌پردازد. مشخص نیست شکسپیر برای استفاده از این مقدمه از کدام اثر یا نویسنده الهام گرفته‌است ولی تم فریب دادن یک فرد عادی به اینکه او اشراف زاده‌ای نجیب است در بسیاری از اثار آن دوره دیده می‌شود. برای مثال در (شب‌های عربی) هارون الرشید همان حیله را برای مردی که در کوچه‌ای به خواب رفته‌است به کار می‌برد. (شب‌های عربی) تا اواسط قرن هجدهم به انگلیسی ترجمه نشده‌است ولی امکان دارد شکسپیر آن را تحت عنوان ادبیات شفاهی از دیگران شنیده باشد. درمورد داستان پتروکیو و کاترینا تاثیرات احتمالی مختلفی وجود دارد ولی منبع خاص و مشخصی وجود ندارد. عناصر اصلی روایت در داستان 35 کتاب اسپانیایی قرن چهاردهم Libro de los ejemplos del conde Lucanor y de Patronio اثر دون خوان مانوئل وجود دارد که درباره مرد جوانی است که با "زنی بسیار قوی و آتشین" ازدواج می‌کند. این متن در قرن شانزدهم به انگلیسی ترجمه شده بود، اما هیچ مدرکی وجود ندارد که شکسپیر از آن استفاده کرده باشد. در آن دوران داستان زن سرسختی که توسط مردی رام می شد بسیار رایج و شناخته شده بود.
مثلا در داستان‌های کانتربری اثر جفری چاوسر، همسر نوح هم  زنی سرکش بود. برپایه متن‌های تاریخی به جا مانده زنتیپی، همسر سقراط نیز زنی سرسخت بوده‌است. به طور کلی شخصیت‌هایی این گونه در ادبیات قرون وسطی ،فوکلور و نمایش‌های مسخره‌ای عامه پسند هم قبل و هم در دوران زندگی شکسپیر دیده می‌شوند. 
در سال 1964 ریچارد هاسلی، پیشنهاد کرد که منبع اصلی نمایشنامه ممکن است تصنیف ناشناس  "A merry jeste of a shrewde and curst Wyfe, lapped in Morrelles Skin, for her good behauyour" باشد. تصنیف مانند رام کردن زن سرکش در مورد ازدواجی است که مرد باید زن سرکش خود را رام کند همچنین مثل نمایشنامه با دو خواهر روبرو هستیم که خواهر کوچکتر زن ایده آل است ولی خواهر بزرگتر به دلیل آموزش‌های مادر سرکش خود می‌خواهد مردان را زیر سلطه خود درآورد. در نهایت خواهر سرکش به خانه در حالتی بسیار مطیع برمی گردد و درمورد خوبی‌های زن مطیع به خواهر کوچکتر خود سخن می گوید. شیوه‌هایی که این مرد برای رام کردن به کار می‌برد از نمایشنامه شکسپیر خشن تر است و او همسر خود را با میله کتک می‌زند.
در سال 1966 یان هارولد برونوند استدلال کرد که منبع اصلی نمایشنامه منابع ادبی نیست بلکه سنت شفاهی و داستان‌های عامیانه است.او استدلال کرد که داستان پتروکیو/کاترینا نمونه‌ای از نوع 901 ("مجتمع رام کردن") در سیستم طبقه‌بندی آرنه تامپسون است. برووند 383 نمونه شفاهی از نوع 901 را کشف کرد که در سی کشور اروپایی پراکنده شده بود، اما او فقط توانست 35 نمونه ادبی بیابد، و او را به این نتیجه رساند: «طرح رام کردن شکسپیر، که به طور کامل در هیچ نسخه چاپی شناخته شده‌ای با موفقیت ردیابی نشده‌است، برگرفته از سنت شفاهی است."     
همچنین ارتباط نمایشنامهٔ رام کردن زن سرکش شکسپیر با یک نمایشنامهٔ دیگر به نام یک سرگذشت مطبوع و خودبینانه به نام رام کردن زن سرکش (۱۵۹۴) اثر نمایشنامه‌نویسی ناشناس همواره مورد بحث شکسپیرشناسان بوده‌است. اکثر شکسپیرشناسان معتقدند که آن اثر منبع مستقیم نمایشنامه شکسپیر بوده و بعضی نیز بر این اعتقادند که صورتی ناقص و تحریف شده از آن است. تمام عناصر مختلف طرح داستان نیز در هر دو نمایشنامه مشترک‌اند. موضوع زن سرکش نیز در کمدی‌های دوران الیزابت وجود داشته‌است؛ یک مثال آن «شوخی شاد یک همسر سرکش و ملعون و جا گرفتنش در دل مورل به خاطر رفتار خوبش» (۱۵۶۰) است. زیربنای معاشقه رؤیایی خواهر جوان نیز به منظومه ای سوپوزتو اثر شاعر قرن چهاردهم ایتالیا آریوستو مشابهت دارد.

## شخصیت‌های نمایش
این نمایش دارای یک پیش پرده و پنج پرده است. شخصیت‌های پیش پرده عبارت اند از:
- کریستوفر سلای: یک سرهم‌بند مست.
- یک لرد، یک بانو، یک امربر، بازیگران، شکارچیان و خدمت گزاران.

نمایشنامه دارای پانزده شخصیت است. شخصیت‌های نمایشنامه عبارت اند از:
- باپتیستا مینولا: نجیب‌زاده‌ای ثروتمند، اهل پادوآ.
- کاترینا: دختر بزرگ و زیبای باپتیستا، تنها عیبش ستیزه‌جویی و گستاخی تحمل ناپذیر است.
- بیانکا: خواهر کوچک‌تر و نقطه مقابل کاترینای وحشی؛ الاهه‌ای از مهربانی و ظرافت.
- پتروکیو: بی‌تربیتی کله‌پوک، ابلهی فحاش و در عین حال نجیب‌زاده‌ای از ورونا که تصمیم دارد کاترینا را رام و تصاحب کند.
- وینچنتیو: نجیب‌زاده‌ای سال خورده از پیزا.
- لوچنتیو: پسر وینچنتیو؛ جوانی مقبول و بامحبت، عاشق بیانکا.
- هورتنسیو و گرمیو: خواستگاران بیانکا.
- ترانیو و بیوندلو: خدمتکاران لوچنتیو.
- گرومیو و کرتیس: خدمتکاران پتروکیو.
- یک خیاط، یک بیوه زن، یک خراز.

## محل وقوع حوادث نمایشنامه
پادوآ و خانه ییلاقی پتروکیو.

## خلاصه نمایشنامه
- پیش نمایش: کریستوفر سلای درویش آب زیرکاه شهر شبی مست و خراب در گوشه خیابان افتاده‌است. لردی او را به قصر خود می‌برد. این لرد برای تفریح و خنده دستور می‌دهد پیش از آنکه مردک از خواب مستی بیدار شود؛ او را به بهترین اتاق‌های قصر ببرند و بهترین البسه فاخر را بر او بپوشانند. وقتی کریستوفر سلای از خواب مستی بیدار می‌شود خود را در میان خیل خدمتکاران رنگارنگ می‌بیند که در حال تعظیم و تکریم او هستند؛ از جمله پسری که در لباس و آرایش زنان نقش همسر او را بازی می‌کند. این همسر با نوازش به وی تبریک می‌گوید که او سرانجام از حالت غش و اغمای پانزده ساله مرض از دست دادن مشاعر بهبود یافته‌است. برای جشن و سرور و طرب، به منظور جلوگیری از بازگشت مرض بر اثر فکر و خیال، دستور داده می‌شود گروهی از بازیگران دوره‌گرد را به قصر آورند و نمایش رام کردن زن سرکش را در حضور عالیجناب بازی کنند.
- نمایشنامه: باپتیستا مینولا بازرگانی بسیار ثروتمند اهل پادوآ دو دختر دارد. دختر بزرگ‌تر، کاترینا، به سبب کارها و روحیه شیطانی و تخسی که دارد در شهر و دیار خود انگشت نماست و از همین رو بی شوهر مانده‌است؛ حال آنکه خواهر کوچک ترش، بیانکا، که محجوب و سربه زیر است، خواستگاران بسیار دارد، ولی پدر از پذیرفتن و دادن پاسخ مساعد به خواستگاران خودداری می‌کند؛ مگر آنکه اول برای دختر بزرگ‌تر شوهری پیدا شود…

## تم‌ها
در آخر نمایشنامه کاترینا مونولوگی دارد که بسیار طولانی است. این مونولوگ از نظر محتوا حائز اهمیت است زیرا یکی از تم‌های نمایشنامه را به خوبی نمایش می‌دهد. چهار نظریه نسبت به رفتار رام شدن کاترینا وجود دارد:
1. خالصانه است و پتروکیو توانسته او را رام کند. 
2. خالصانه است و کاترینا رام شده ولی نه به خاطر رفتار پتروکیو بلکه کاترینا عاشق پتروکیو شده و نقش خود به عنوان همسر پتروکیو پذیرفته‌است.
3. کنایه آمیز است و او پتروکیو را فریب داده‌است.
4. نباید جدی یا کنایه‌آمیز خوانده شود، بخشی از ماهیت نمایش است.
ولی اگر بخواهیم بر اساس نطق پایانی کاترینا نتیجه‌گیری بکنیم، به نظر می‌رسد کاترینا رام شده و حتی این را به عنوان راهی برتر برای زندگی قبول کرده که به زنان دیگر نیز توصیه می‌کند.
جورج برنارد شاو نمایش را از ابتدا تا پایان توهینی به زنان و مردان می‌خواند. 
منتقدان دیگر نیز بیانیه‌های متفاوتی ارائه می‌دهند، مثلا امیلی دتمر، منتقد، اشاره می‌کند که در اواخر قرن 16 و 17 قوانین به نحوی بود که تربیت زنان توسط همسران خود به روش‌های خشونت آمیز کاملا رایج و متداول بود. در چنین جامعه‌ای شکسپیر با نمایشنامه رام کردن زن سرکش می‌خواست نشان بدهد تربیت کردن زن می‌تواند با روشی به غیر خشونت فیزیکی باشد مثل پتروکیو که همسرش را به شیوه روانشناسانه تربیت می‌کرد. البته امیلی دنمر منتقدان دیگر را که شکسپیر را به خاطر این نمایشنامه تحسین می‌کنند نیز نقد می‌کند و تا حدی با جورج شاو هم فکر است که نمایشنامه رام کردن زن سرکش بی احترامی‌ای است به هر دو جنسیت.
در بیانیه‌ای نه چندان محبوب شکسپیر را فمینیست می‌خوانند. مثلا مایکل بوگدوناو استدلال می‌کند که شکسپیر از این همه ظلم در حق زنان به ستوه آمده و نمایش این همه جنسیت‌زدگی درواقع اعتراضی است به حقیقت جامعه.
در طول نمایش به ورزش‌هایی مثل شکار که با خشونت رابطه نزدیکی دارند بسیار اشاره می‌شود. منتقدان باور دارند دلیل این همه تاکید، آماده کردن ذهن مخاطب برای خشونتی است که در نمایش با آن مواجه خواهد شد. شکسپیر در این نمایش بسیار تلاش می کند خشونت را عادی‌سازی کند تا مخاطب آن را برای تاثیر کمدی قبول کند.

## اقتباسات
رام کردن زن سرکش بارها برای اپرا، تئاتر، باله، موزیکال و فیلم سینمایی اقتباس شده‌است. از موزیکال موفق می‌توان به اقتباس کول پورتر اشاره کرد.
فیلم سینمایی (مرا ببوس کیت) هم اقتباسی از موزیکال پورتر است. یکی دیگر از اقتباس‌های موفق در سینما (10 چبز درباره تو که ازشان متنفرم) هست که به شکل مدرن و در محیط دبیرستان اقتباس شده‌است.